# 歐洲足協圖圖盃
歐洲足協圖圖盃（英語：UEFA Intertoto Cup），簡稱圖圖盃，是一項供未能取得主要歐洲足球比賽（歐冠或歐洲足協盃）參賽席位的歐洲球會參加，在夏季休賽期舉行的足球錦標競賽。此賽事於2009年起廢除，換言之2008年歐洲足協圖圖盃是最後一屆的圖圖盃。
圖圖盃起源于由中歐博彩公司舉辦的“國際足球盃”（International Football Cup），原本目的是提供比賽使夏季休賽期的博彩金額可以維持。歐洲足協在1995年接手主辦，并將其更名為圖圖盃。由於這項賽事最終的獲勝球隊可以獲得下賽季歐洲足協盃的參賽席位，因此成為很多未獲歐洲比賽參賽權的球隊爭取歐戰機會的最後方式。

## 歷史

### 早期构想
前瑞士奧地利籍教練卡爾·列賓（被譽為“清道夫”打法創立者，曾帶領瑞士晉身1954年世界盃八強）夢想建立一項聯賽供歐洲的小球隊或未能奪冠的球隊比賽。

### 国际足球杯的成立
城市博覽會盃創辦人恩斯特·托門於1937年在瑞士成立了中歐博彩公司，希望建立一項在夏季休賽期舉辦的比賽以維持投注金額。他向歐洲足協游説列賓的構想，雖然歐洲足協對由賭博支持的比賽抱有懷疑態度，但托門仍獲准在歐洲足協管轄以外舉行比賽。“國際足球杯”在1961年正式舉辦首届賽事。早期的比賽包括分組賽及淘汰賽至決賽，阿贾克斯成為首屆冠軍。由於歐洲足協堅持已獲得歐洲足協比賽（包括欧洲冠军联赛、欧洲优胜者杯等）參賽席位的球隊必須退出“國際足球杯”，使參賽球隊數目大減。1967年，“國際足球杯”取消淘汰賽階段，只維持分組比賽，變成一項沒有冠軍的“錦標賽”。

### 改制为国际托托杯
歐洲足協在1995年接手“國際足球杯”，並將其更名為圖圖盃，改變比賽形式為60隊分12組進行分組賽，決出16隊晉身淘汰賽階段，淘汰賽階段最終將決出兩支獲勝球队，他們將獲得下賽季歐洲足協杯的參賽席位。
英格蘭的俱樂部對改制後的圖圖盃持懷疑態度，拒絕參賽。在歐洲足協威脅禁止英格蘭球隊參加所有歐洲足協比賽后，三支實力較弱的英格蘭俱樂部還是參加了當年的圖圖盃。但由於他們的糟糕表現，歐洲足協剝奪了1995–96賽季英格蘭超級聯賽第四名參加來年歐洲足協盃的資格。
波爾多和斯特拉斯堡成為改制后首屆圖圖盃的獲勝球隊，波爾多此後更是在、及杜加里帶領下一直殺入歐洲足協盃決賽，最終負於拜仁慕尼黑，整個歐洲賽季長達10個月之久。
1996年，歐洲足協將圖圖盃淘汰賽最終決出的獲勝球隊增加至三支，歐洲足協杯的參賽席位亦相應加至三席。法國開始壟斷圖圖盃，除1995年的兩支獲勝球隊均爲法國球隊之外，接下來還有1996年的獲勝；1997年全部四支參賽球隊打入三場決賽，最終由歐塞爾、里昂及包辦三個歐洲足協盃的參賽席位。

### 影响力下滑与废除
在接下来的几年里，随着国际托托杯的吸引力下滑，欧洲足联允许各国放弃参赛资格。1998年，苏格兰、圣马力诺和摩尔多瓦放弃了全部席位，而英格兰、葡萄牙和希腊则放弃了两个席位。
2006年，国际托托杯比赛形式再次发生重大变化，赛事缩短为3轮，最终将决出11支球队获得欧洲联盟杯预选赛第二轮的资格。
2007年12月，新任欧洲足联主席米歇尔·普拉蒂尼当选后，宣布自2009年起废除国际托托杯。这是对欧洲联盟杯/欧洲冠军联赛体系进行的一系列变革的一部分。原本获得参加国际托托杯资格的球队，现在将直接获得欧洲联赛预选赛的资格，欧洲联赛预选赛已扩大到四轮以适应这些球队的需要。为了给排名较低的俱乐部提供更多国际比赛的机会，欧洲足联还于2021年推出了欧洲第三级别的俱乐部赛事，即欧足联欧洲协会联赛。

## 賽制

### 1995–1997年賽制
首圈採用小組賽形式進行比賽，出線球隊以淘汰形式爭奪歐洲足協盃參賽資格。

### 1998–2005年賽制
採用五圈淘汰制作賽，參賽球隊以所屬國家聯賽的歐洲足協系數決定球隊加入位置，每個國家將可獲得一至三個參賽名額。第三圈獲勝的十二隊進行最後階段淘汰賽，決賽勝出的三隊將會成為圖圖盃冠軍，並獲得歐洲足協盃參賽資格。

### 2006–2008年賽制
每圈均以兩回合淘汰賽形式，採取「主客制」決勝負；若主客兩回合總計入球數相同，則計算作客入球優惠，若仍未能分出勝負，則須加時再決勝負，今屆圖圖盃並不設黃金入球或銀球制，兩隊必須完成加時上、下半場各15分鐘的賽事，加時入球較多的一隊勝出，若加時入球總數相同則計算作客入球優惠，倘若加時賽互交白卷則以互射十二碼分勝負。
採用三圈淘汰制作賽，參賽球隊以所屬國家聯賽的歐洲足協系數決定球隊加入位置，每個國家只有一個參賽名額。11支在第三圈獲勝球隊可得歐洲足協盃第二圈外圍賽參賽席位。此外，從2006年開始，圖圖盃加入總冠軍榮銜，在當屆歐洲足協盃中晉級路程最長的圖圖盃第三圈獲勝球隊將會成為圖圖盃總冠軍。而2006年的圖圖盃冠軍為紐卡素，他們是唯一一隊晉身歐洲足協盃32強的圖圖盃第三圈獲勝球隊。

## 批評
由於圖圖盃在球季結束後的6、7月舉行，因而打亂球隊休假、季前集訓及友誼賽的程序。由於提早進行競爭劇烈的比賽，使部份參賽球隊在新球季本土比賽開始時，因已進入比賽狀態而成績優良，但步入季中球員因缺乏休息而加速疲倦，戰績開始下滑，對沒有冬假的英格蘭球隊影響更為嚴重。雖然因以上因素而使部份國家未盡用其圖圖盃參賽名額，但仍有許多著名球隊（包括尤文圖斯）忍氣吞聲繼續參賽以期獲得歐洲比賽的參賽資格。

## 歷屆冠軍

### 2006–2008
| 年份 | 冠軍   | 冠軍         | 冠軍       | 冠軍     | 冠軍       | 冠軍       |
| ---- | ------ | ------------ | ---------- | -------- | ---------- | ---------- |
| 2008 | 布拉加 | 阿士東維拉   | 拉科魯尼亞 | 史特加   | 洛辛堡     | 拿玻里     |
| 2008 | 布拉加 | 雷恩         | 華斯路伊   | 艾夫斯堡 | 草蜢       | 格拉茨     |
| 2007 | 漢堡   | 馬德里體育會 | 阿爾堡     | 森多利亞 | 布力般流浪 | 朗斯       |
| 2007 | 漢堡   | 葡萄牙       | 維也納迅速 | 哈馬比   | 羅馬尼亞   | 哈萨克斯坦 |
| 2006 | 紐卡素 | 歐塞爾       | 草蜢       | 奧丹斯   | 馬賽       | 哈化柏林   |
| 2006 | 紐卡素 | 卡塞利       | 賽普勒斯   | 川迪     | 奥地利     | 馬里博爾   |

### 1995–2005
比數為兩回合的總比數。
| 年份 | 冠軍         | 亞軍             | 比數        |
| ---- | ------------ | ---------------- | ----------- |
| 2005 | 漢堡         | 華倫西亞         | 1–0         |
| 2005 | 朗斯         | 克盧日           | 4–2         |
| 2005 | 馬賽         | 拉科魯尼亞       | 5–3         |
| 2004 | 里爾         | 葡萄牙           | 2–0（加时） |
| 2004 | 史浩克04     | 利巴域           | 3–1         |
| 2004 | 維拉利爾     | 馬德里體育會     | 2–2（3–1 ） |
| 2003 | 史浩克04     | ASKO帕興         | 2–0         |
| 2003 | 維拉利爾     | 海倫芬           | 2–1         |
| 2003 | 佩魯賈       | 禾夫斯堡         | 3–0         |
| 2002 | 馬拉加       | 維拉利爾         | 2–1         |
| 2002 | 富咸         | 博洛尼亞         | 5–3         |
| 2002 | 史特加       | 里爾             | 2–1         |
| 2001 | 阿士東維拉   | 巴素利           | 5–2         |
| 2001 | 巴黎聖日耳門 | 布雷西亞         | 1–1 （客）  |
| 2001 | 特魯瓦       | 紐卡素           | 4–4（客）   |
| 2000 | 烏甸尼斯     | 捷克             | 6–4         |
| 2000 | 切爾達       | 辛尼特           | 4–3         |
| 2000 | 史特加       | 歐塞爾           | 3–1         |
| 1999 | 蒙彼利埃     | 漢堡             | 2–2（3–0 ） |
| 1999 | 祖雲達斯     | 雷恩             | 4–2         |
| 1999 | 韋斯咸       | 梅斯             | 3–2         |
| 1998 | 華倫西亞     | 薩爾斯堡         | 4–1         |
| 1998 | 雲達不萊梅   | 禾獲甸拿         | 2–1         |
| 1998 | 博洛尼亞     | 魯治卓索         | 3–0         |
| 1997 | 巴斯蒂亞     | 咸史達斯         | 2–1         |
| 1997 | 里昂         | 蒙彼利埃         | 4–2         |
| 1997 | 歐塞爾       | 杜伊斯堡         | 2–0         |
| 1996 | 卡爾斯魯厄   | 標準列治         | 3–2         |
| 1996 | 甘岡         | 洛特伏爾加格勒   | 2–2（客）   |
| 1996 | 施克堡       | 塞格斯達         | 2–2（客）   |
| 1995 | 斯特拉斯堡   | 提洛爾恩斯布魯克 | 7–2         |
| 1995 | 波爾多       | 卡爾斯魯厄       | 4–2         |

## 外部連結
- 歐洲足協圖圖盃官方網站 （页面存档备份，存于）
- 贊助博彩公司官方網站 （页面存档备份，存于）